# Lo Pan

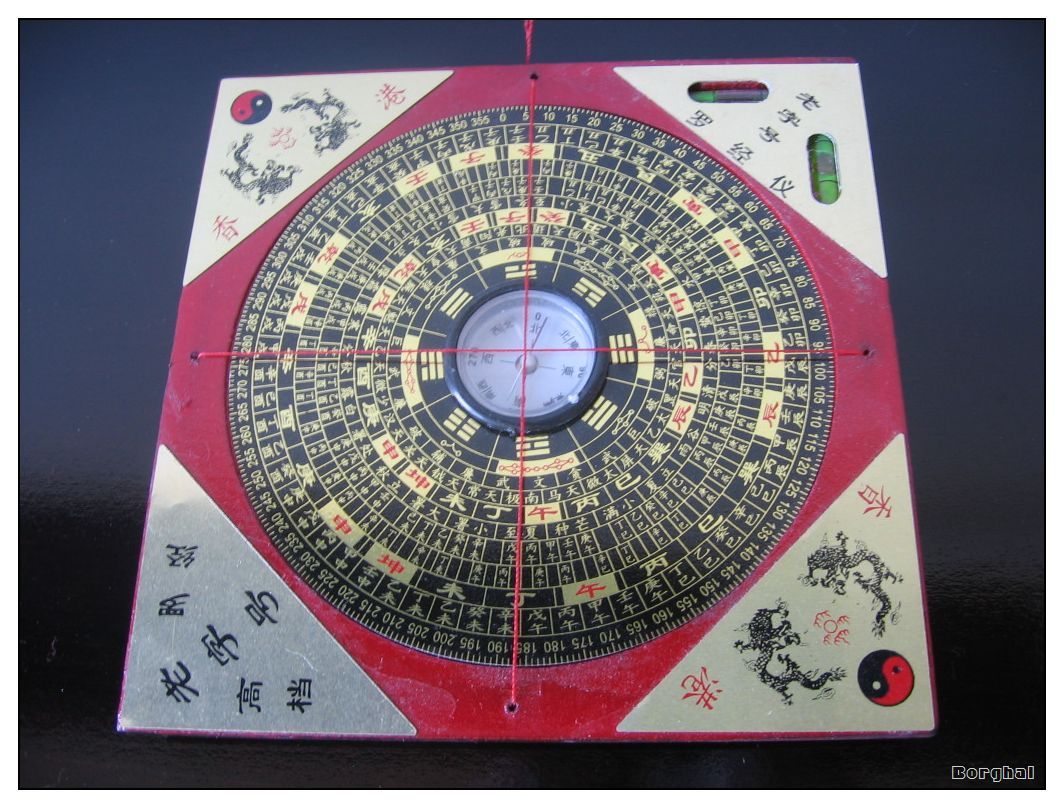
Ein chinesischer Lo Pan

Ein Lo Pan, auch Luopan (chinesisch 羅盤 / 罗盘, Pinyin luópán, W.-G. lo-p`an, Jyutping lo4pun4) geschrieben, ist ein erweiterter Kompass, der im Feng Shui verwendet wird.

## Beschreibung
Um den eigentlichen Kompass, der das Zentrum der Fläche bildet, sind auf mehreren (einfache Varianten haben mindestens acht, die Profiausgaben bis zu 64), meist drehbaren Ringen Symbole angebracht, die vom Feng-Shui-Berater interpretiert werden.
Die Symbole sind aus den folgenden Ebenen des Feng Shui entnommen:
- Yin/Yang
- I Ging und damit auch BaGua
- 5-Elemente-Lehre
- Fliegende Sterne
- Bazhi Suanming

Die Anordnung der Ringe variiert zwischen den Schulen des Feng Shui naturgemäß stark. Aber auch innerhalb einer Schule kann sowohl die Anordnung der Ringe als auch der Symbole innerhalb der Ringe abweichen – je nach Erfahrung des Meisters, der den Ring zusammengestellt hat.
Der Feng-Shui-Berater verwendet den Lo Pan dazu, möglichst schnell einen Überblick von einem Ort zu bekommen. Dazu wird beispielsweise das Geburtsdatum bzw. die GuaZahl (die Zahl des Trigramms im BaGua, die sich aus dem Geburtsdatum errechnet) eingestellt. Daraus ergeben sich die günstigen und die fordernden Himmelsrichtungen des Klienten. Diese werden mit den Qi-Qualitäten des Wohnraumes/Gartens ins Kalkül gezogen.

## Aufbau eines Lo Pans
Lo Pans variieren mitunter von Typ zu Typ. Ein grundlegender Aufbau ist jedoch bei allen Versionen ungefähr gleich.
- Erd-Platte (äußere Platte): Damit wird zumeist die quadratische Grundplatte des Lo Pans bezeichnet. Obwohl nur statisches Grundelement, gilt der Kompass ohne diese Platte als nutzlos. Sie wird stets parallel auf das jeweilige (Soll-)Messobjekt ausgerichtet.
- Himmels-Platte (innere Platte): Diese Scheibe muss drehbar sein. Grundsätzlich müssen die Informationen, die aus der Drehstellung ablesbar sind, stets nach der Feng-Shui-Schule bewertet werden, die die Benutzung des jeweiligen Lo Pans lehrt. Ausgehend davon sind mit augenscheinlich sehr ähnlichen Lo Pans sehr unterschiedliche Messergebnisse erzielbar.
- Der Himmelsteich: Das ist der zentral, meist etwas in die Mitte eingelassene Teil des Kompasses. Er enthält eine Nadel, die sich mit der Spitze nach dem magnetischen Norden ausrichtet. Da eine Skaleneinteilung meistens fehlt, wird der Kompass zu Beginn der Nutzung gen Norden geeicht, indem man die Himmelsplatte solange kreiswärts verschiebt, bis die Kompassnadel eine feste Markierung erreicht (häufig ein Doppelpunkt, zwischen dem die Nadel justiert werden muss).
- Das Achsenkreuz: Der Kompass wird durch zwei „Achsen“ (oft: Schnüre) in vier logische Quadranten unterteilt. Dort, wo sich diese Schnüre kreuzen, befinden sich die tatsächlichen Messinformationen.
- Die Landschaftsringe: Diese sind i. d. R. eine Untereinteilung der Himmelsplatte. Sie enthält chinesische Zeichen und Formeln, die mit dem Messergebnis korrelieren. Dabei muss nicht zwangsläufig die ganze Fülle der zur Verfügung stehenden Informationen herangezogen werden. Das Auswertungsvermögen richtet sich nach den Kompetenzen des Anwenders.
- Wasserwaage: Hinter der 6. Ebene verbirgt sich eine Wasserwaage. Diese soll zusätzliche Genauigkeit und Stabilität beim Messvorgang sichern.